# Dutch Nazari
Dutch Nazari, pseudonimo di Duccio Nazari, detto Duccio (Camposampiero, 18 gennaio 1989), è un rapper e cantautore italiano.

## Biografia
Nel 2006 inizia a frequentare la scena hip hop della sua città e fonda a Padova assieme ai rapper ed amici Bomber Citro, Mekoslesh, Mish, Buzz e il producer Sleshbeatz il collettivo hip hop Massima Tackenza; il collettivo realizza nel 2007 un mixtape che li fa conoscere alla scena underground padovana e nel 2009 l'album Stai Giù.
In seguito inizia a frequentare la facoltà di Giurisprudenza all'Università di Trento, dove conosce il poeta Alessandro Burbank e il producer Luca Patarnello noto come Sick et Simpliciter, i quali lo avvicinano alla scena rap; i tre fondano nel 2011 il collettivo Motel Filò.
Nel 2014 firma per l'etichetta Giada Mesi fondata da Dargen D’Amico, per la quale pubblica nell'autunno dello stesso anno l’EP Diecimila Lire, prodotto da Sick et Simpliciter.
Nel 2015 torna in studio col collettivo Massima Takenza e realizza il loro album di maggior successo, Max Tak, che li consacra alla scena rap nazionale soprattutto grazie al pezzo Multe a chi si droga, tratto da un video comico dove un anziano padovano bestemmia incalzato da domande provocatorie su spaccio, prostituzione e immigrazione clandestina facendo riferimento al quartiere dell'Arcella, zona frequentata e citata spesso dal gruppo.
Nell'estate del 2016 realizza Fino a Qui, un EP composto da sei tracce che anticipa la pubblicazione del primo album in studio Amore Povero, avvenuta il 17 marzo 2017 sotto l'etichette Undamento/Giada Mesi e prodotto da Sick et Simpliciter. Il 23 marzo pubblica il singolo Amore Povero, estratto dall'omonimo album. A ottobre 2017 collabora con Willie Peyote alla realizzazione del brano C'hai ragione Tu, quarta traccia dell'album Sindrome di Tôret.
Il 16 novembre 2018 esce il suo terzo album in studio chiamato Ce lo chiede l’Europa, che tratta tematiche che si rifanno alla cosiddetta generazione Erasmus, la prima a identificarsi come europea. Il 25 settembre 2018 pubblica il singolo Calma le onde e il 23 ottobre Miró che anticipano l'uscita del secondo album.
Con l'uscita del secondo album intraprende un tour a livello nazionale chiamato Tour Europeo (in Italia).
Il 1º febbraio 2019 collabora alla realizzazione del quinto album in studio di Murubutu, Tenebra è la notte ed altri racconti di buio e crepuscoli, realizzando la decima traccia Occhiali da Luna insieme a Willie Peyote. Il 1 maggio partecipa al concerto di piazza san Giovanni a Roma. L'11 luglio 2019 prende parte all'evento organizzato dall'etichetta Undamento al Maxxi di Milano, in cui partecipano tutti i cantanti dell'etichetta insieme a Coez. In estate pubblica tre singoli Di me i baristi, Bravi tutti e Cambio di stagione. ll 18 luglio 2019 si esibisce al Goa-Boa Festival
Il 16 ottobre 2020 esce all'interno dell'album di debutto del rapper padovano Tony Boy il brano Sembra facile in collaborazione con Nazari.
Il 29 aprile 2022 esce il suo quarto album in studio, Cori da sdraio, preceduto dai singoli Cori da sdraio, Fiore d'inverno e Anime stanche.

## Discografia

### Album in studio
- 2016 - Diecimila lire
- 2017 – Amore povero
- 2018 – Ce lo chiede l'Europa
- 2022 – Cori da sdraio

### EP
- 2014 – Diecimila lire
- 2016 – Fino a qui

### Album live
- 2015 – Live @ 75 Beat

### Singoli
- 2015 – Inutili e belli
- 2016 – Cura di me
- 2017 – Amore Povero
- 2017 – Proemio
- 2017 – Nelle stazioni
- 2017 – Qui da poco
- 2018 – Mai Via
- 2018 – Calma le onde
- 2018 – Miró
- 2019 – Di me i baristi
- 2019 – Bravi tutti
- 2019 – Cambio di stagione
- 2021 – Islanda Freestyle
- 2021 – Cori da sdraio
- 2022 – Fiore d'inverno
- 2022 – Anime stanche